# Hamburg European Open 2025
Hamburg Open 2025 a fost un turneu combinat de tenis masculin și feminin care s-a jucat pe terenuri de zgură în aer liber. A fost cea de-a 119-a ediție a evenimentului pentru bărbați și cea de-a 23-a ediție pentru femei. Evenimentul a fost clasificat ca turneu ATP 500 pe circuitul ATP 2025 și ca turneu WTA 250 pe circuitul WTA 2025. A avut loc la Am Rothenbaum în Hamburg, Germania, între 18 și 24 mai 2025 pentru bărbați și între 14 și 20 iulie 2025 pentru femei.

## Campioni

### Simplu masculin
Pentru mai multe informații consultați Hamburg European Open 2025 – Simplu masculin

### Simplu feminin
Pentru mai multe informații consultați Hamburg European Open 2025 – Simplu feminin

### Dublu masculin
Pentru mai multe informații consultați Hamburg European Open 2025 – Dublu masculin

### Dublu feminin
Pentru mai multe informații consultați Hamburg European Open 2025 – Dublu feminin

## Puncte și premii în bani

### Puncte
| Probă           | Câștigător | Finalist | Semifinalist | Sfertfinalist | Runda 2 | Runda 1 | Q   | Q2  | Q1  |
| Simplu masculin | 500        | 330      | 200          | 100           | 50      | 0       | 25  | 13  | 0   |
| Dublu masculin  | 500        | 300      | 180          | 90            | 0       | N/A     | 45  | 25  | 0   |
| Simplu feminin  | 250        | 163      | 98           | 54            | 30      | 1       | 18  | 12  | 1   |
| Dublu feminin   | 250        | 163      | 98           | 54            | 1       | N/A     | N/A | N/A | N/A |

### Premii în bani
| Probă           | Câștigător | Finalist | Semifinalist | Sfertfinalist | Runda 2 | Runda 1 | Q2      | Q1      |
| Simplu masculin | €403,665   | €217,200 | €115,755     | €59,140       | €31,570 | €16,835 | €8,630  | €4,840  |
| Dublu masculin* | €132,560   | €70,710  | €35,870      | €17,890       | €9,260  | N/A     | N/A     | N/A     |
| Simplu feminin  | 36.300 $   | 21.484 $ | 11.970 $     | 6.820 $       | 4.470 $ | 3.110 $ | 2.545 $ | 1.925 $ |
| Dublu feminin*  | 13.200 $   | 7.430 $  | 4.260 $      | 2.540 $       | 1.960 $ | N/A     | N/A     | N/A     |

*per team